# سينا مادويرا
سينا مادويرا (بالبرتغالية: Sena Madureira‏) هي بلدية تقع في البرازيل في أكري. يقدر عدد سكانها بـ 34,230 نسمة ومساحتها 25,278 كم2 .

## أعلام
- دوكا مادوريرا